# Golf del Lleó
El golf del Lleó (en occità golf del/dau Leon) és una petita part de la mar Mediterrània que se situa vora el litoral sorrenc empordanès, rossellonès, llenguadocià i provençal, des dels Pirineus (al cap de Creus) fins a Toló, segons la majoria de la cartografia consultable.
El riu Roine s'aboca al golf al seu extrem nord tot formant-hi un vast delta; altres que s'hi aboquen rius són el Tec, el Tet, l'Aude, l'Orb, l'Erau i el Vidorle.
El vent catabàtic predominant a l'àrea del golf és el que baixa per la vall del riu, la tramuntana o el mestral, i és el que desferma els temporals més importants de la Mediterrània occidental, amb onatge que pot arribar a ultrapassar els 8 metres d'alçada.

## Etimologia
El nom actual del golf va aparèixer almenys al segle XIII (en llatí sinus Leonis, mare Leonis) i podria venir de la comparació del vent amb un lleó, suggerint que aquella part del mar seria tan perillosa com un lleó per la virulència dels seus i les sorprenents onades que amenacen els vaixells dels mariners i pescadors que coneixen aquells perills.